# Montmacq
Montmacq ist eine französische Gemeinde mit 1.159 Einwohnern (Stand: 1. Januar 2022) im Département Oise in der Region Hauts-de-France. Sie gehört zum Arrondissement Compiègne und zum Kanton Thourotte. Die Einwohner werden Montmacquois genannt.

## Geographie
Montmacq liegt etwa 16 Kilometer nordnordöstlich von Compiègne an der Oise, die die Gemeinde im Westen und Norden begrenzt. Umgeben wird Montmacq von den Nachbargemeinden Cambronne-lès-Ribécourt im Norden und Westen, Ribécourt-Dreslincourt im Norden, Pimprez im Nordosten, Saint-Léger-aux-Bois im Osten, Le Plessis-Brion im Süden und Südwesten sowie Thourotte im Westen und Südwesten.

## Geschichte
Hier lag die Pfalz, auf die die Karolinger die letzten Merowinger beschränkten.

## Bevölkerungsentwicklung
| Jahr      | 1962 | 1968 | 1975 | 1982 | 1990 | 1999 | 2006 | 2018 |
| Einwohner | 505  | 858  | 929  | 1116 | 1241 | 1175 | 1143 | 1104 |

## Sehenswürdigkeiten

Kirche Saint-Pierre-Saint-Paul

- Kirche Saint-Pierre-Saint-Paul
- Wasserturm

## Persönlichkeiten
- Emma Dobigny (1851–1925), Modell berühmter Maler